# Lamleubok
Lamleubok is een bestuurslaag in het regentschap Aceh Besar van de provincie Atjeh, Indonesië. Lamleubok telt 275 inwoners (volkstelling 2010).